# Dardania (Trója)
Dardania ókori város Tróaszban. A mai Törökország területén, a róla elnevezett Dardanelláktól délre volt található. A görög mitológia szerint alapítója Zeusz és Élektra fia, Dardanosz király.
Dardanosz feleségül vette Teukrosz, tróaszi király leányát, Bateiát és ekkor alapította meg Dardania városát Hyon és Abüdosz között, az Ida hegy lábánál. Halála után unokája, Trósz vette át a hatalmat Dardaniában, majd dédunokája, Ilosz vezérletével elhagyták az ősi Dardaniát és szomszédságában megalapították Tróját. A trójai háborúban Trója szövetségesei.